# Formula–2

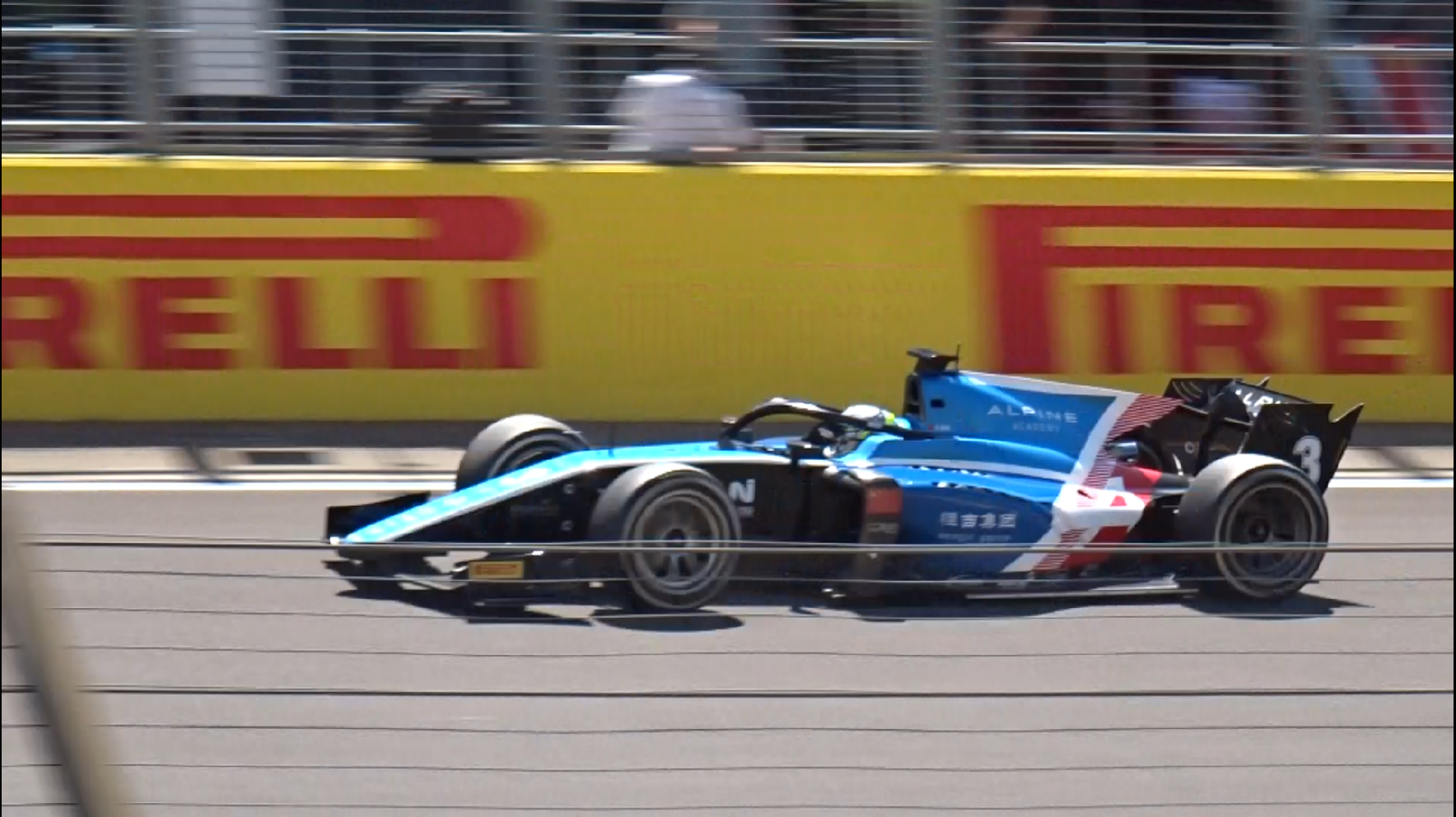
2021-es Formula–2-es autó

A Formula–2, rövidítve F2 egy együléses autóverseny-sorozat, amelyet a Nemzetközi Automobil Szövetség rendez. Először 1948-ban szabályozták, majd 1985-ben a Formula–3000 váltotta fel. 2009-ben, majd 2017-ben az FIA újjáélesztette az FIA Formula–2 bajnokság formájában, mely az addigi GP2 Series jogutódja.
A Formula–2-ből sok vezető jutott át a Formula–1-be, többek közt Charles Leclerc, Carlos Sainz, Lewis Hamilton, Mick Schumacher, illetve Csou Kuan-jü.

## Története

### A háború előtt
Már a második világháború előtt rendeztek versenyeket a Grand Prix-versenyautóknál kisebb és gyengébb autóknak. Ezt ekkoriban voiturette-versenyzésnek hívták. Itt leginkább kezdő és kevésbé tapasztalt versenyzők szerepeltek, akik először itt szerették volna kipróbálni magukat. A háború után a szabályok másfél literes turbófeltöltős motort engedélyeztek. A Grand Prix-versenyeken ekkor vagy 3 literes turbófeltöltős, vagy 4,5 literes, benzinbefecskendezéses motorokat használtak.

### A Formula–2 hivatalos létrejötte (1953-ig)

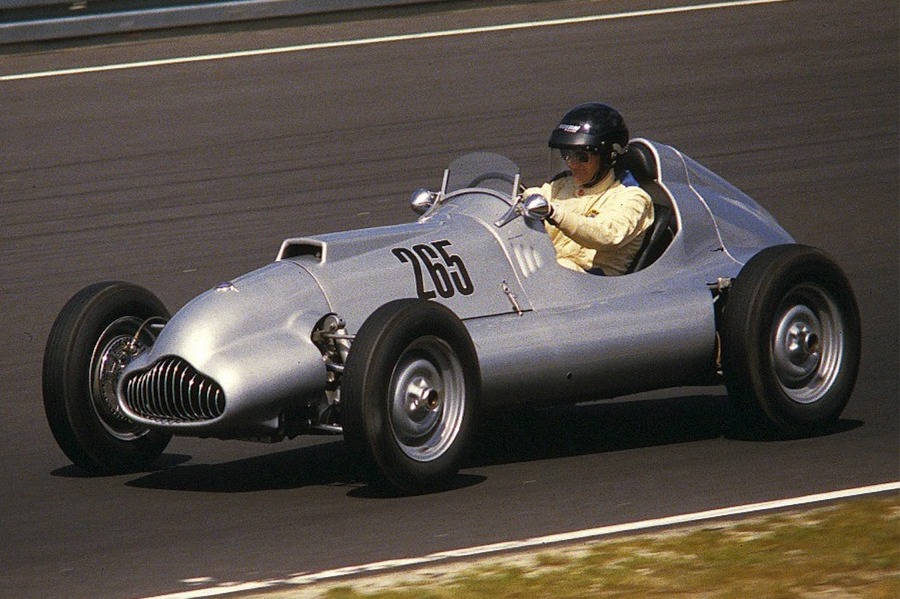
Veritas Meteor a háború utáni időszakból

1946-ban az FIA elhagyta a korábbi 3 literes, turbós szabályokat, és létrehoztak két új kategóriát, a Formula–A-t és a Formula–B-t (később Formula–1 és Formula–2). A Formula–A továbbra is a korábban használt 4,5 literes motorokat használta, a Formula–B-ben viszont a régi voiturette-szabályokat elhagyva 3 literes motorokat vezettek be, ezzel tettek kísérletet a Formula–1-gyel szembeni különbség kiegyenlítésére.
A motorok gyengébbek és kisebbek voltak a Formula–1-ben használtaknál. Itt 2 lehetőségük volt a csapatoknak: 2 literes normál vagy 750 köbcentiméteres turbós motort használtak (utóbbi volt a gyakoribb). A Formula–2 olcsósága miatt döntött úgy a Cooper, hogy beszáll a sorozatba, ugyanis az F1, ahogy akkoriban sok más gyártónak is, túl drága lett volna. Valamint úgy gondolták, hogy a kor két legsikeresebb konstruktőre, az Alfa Romeo és a Maserati ellen nem lenne esélyük.

### Az 1,5 literes éra (1957–1960)

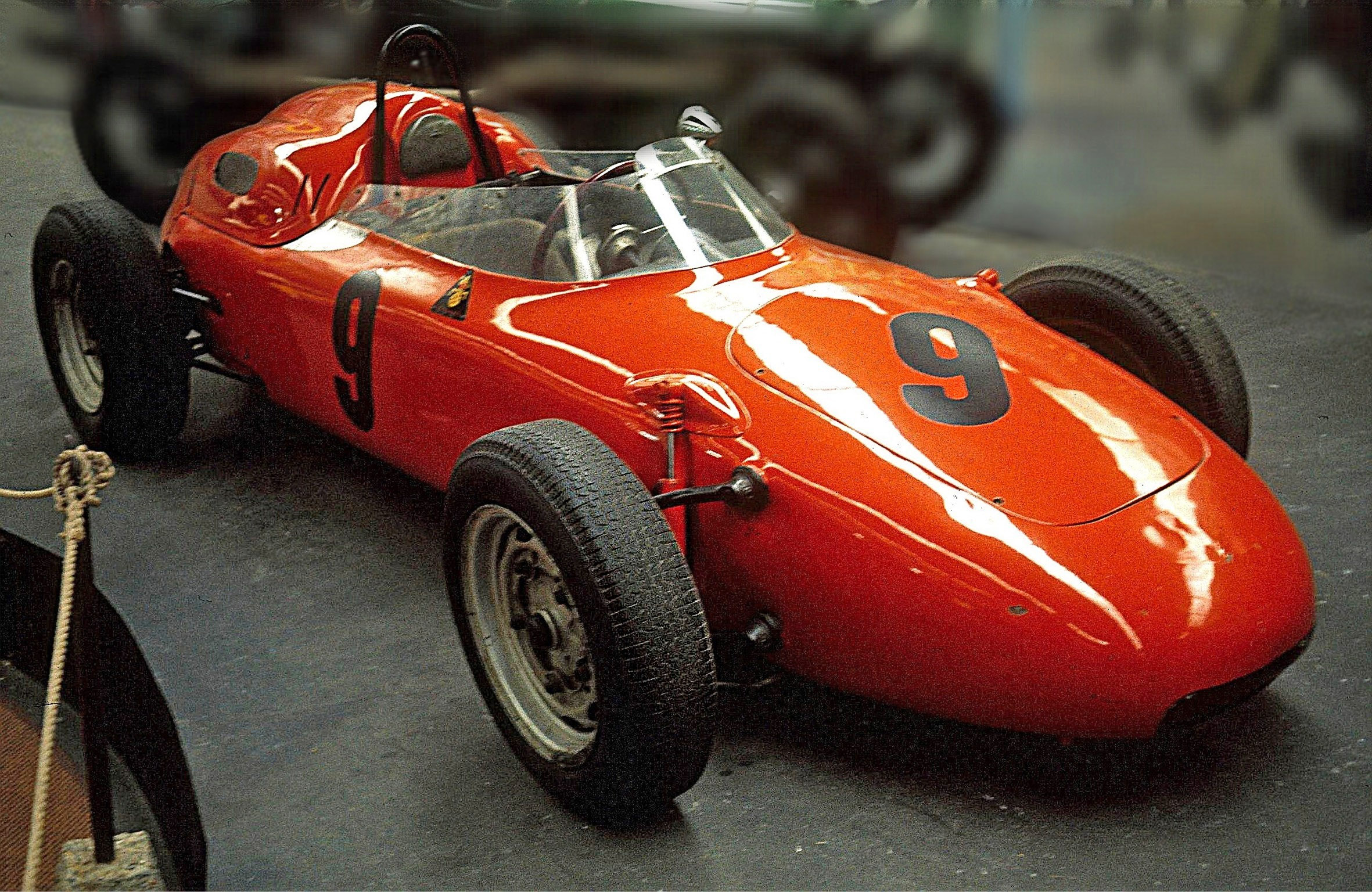
1,5 literes Porsche 718

Az 1500 köbcentiméteres motorokat 1957-ben vezették be az F2-ben. Ebben az időszakban a farmotoros Cooperek voltak a legsikeresebbek. Rajtuk kívül a Porsche és a Ferrari (a „cápaorrú” Dino 156-ossal) ért el jelentősebb sikereket. Érdekesség, hogy ekkor a Ferrari párhuzamosan szerepelt a Formula–1-ben és a Formula–2-ben is, az F1-ben orr-, míg az F2-ben farmotoros autókkal.
A Cooper 1958-ban, egy átalakított F2-es autóval 2 futamot is meg tudott nyerni, itt kezdődött a farmotoros éra a Formula–1-ben.

### Formula Junior és az 1 literes motorok (1961–1966)
A Formula Junior nevű kategóriát 1959-ben vezették be. Ez, bár akkor a Formula–2-t helyettesítette, leginkább a mai Formula–3-hoz hasonlított. Az F2-t és az F3-at 1964-ben vezették be ismét, és ekkor egy kis ideig mindkét szériában egyliteres motorokat használtak, tehát a 2 sorozat között csak minimális különbség volt. A legsikeresebb motorgyártók ekkor a Cosworth és a Honda voltak.

### Közelebb az F1-hez (1967–1971)

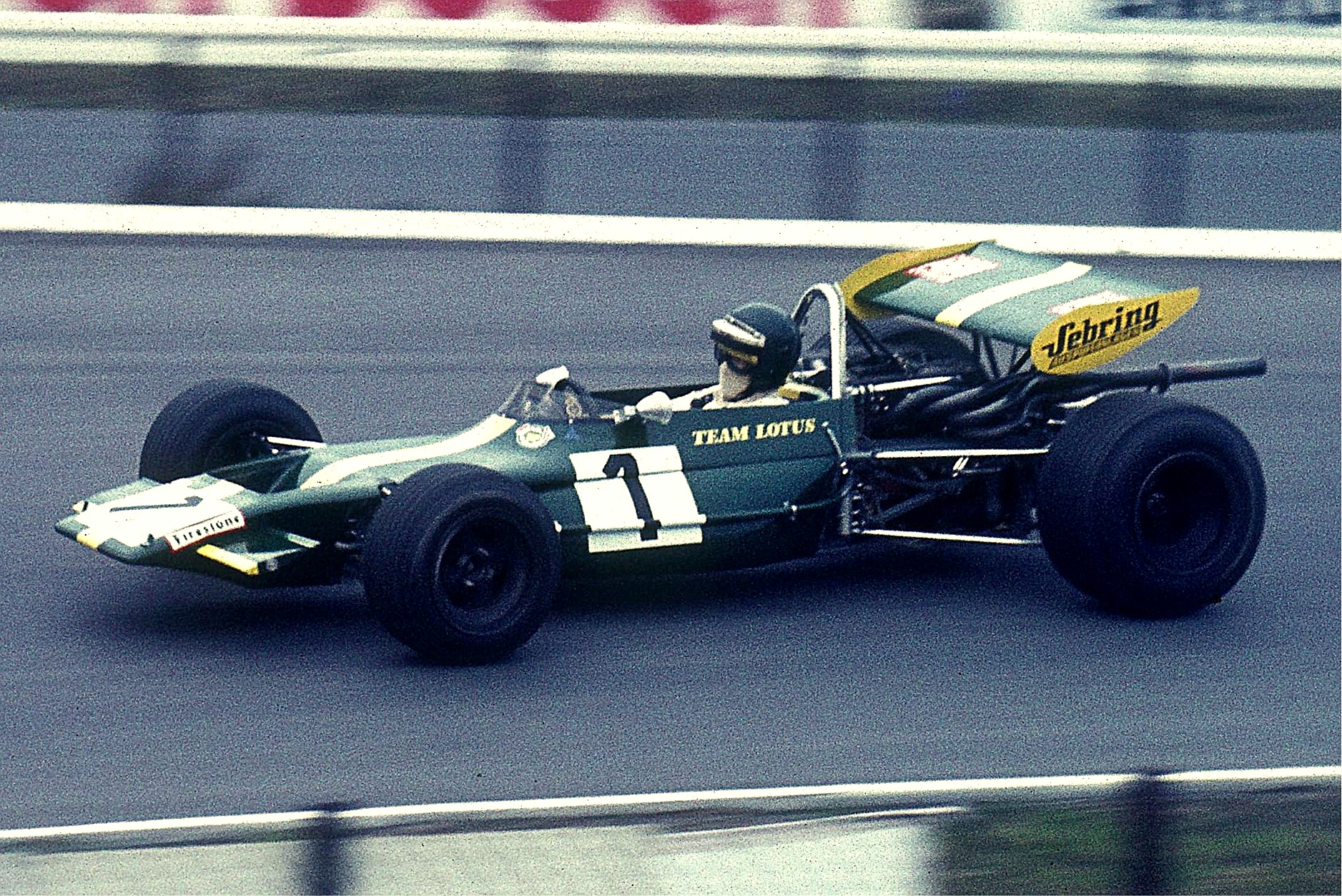
Jochen Rindt 1970-ben, a Nürburgringen

### A 2 literes motorok korszaka (1972–1984)

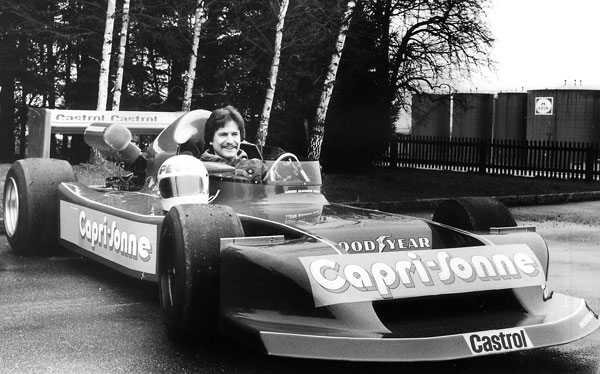
Peter Scharmann 1978-as March-BMW-je

1972-ben a szabályok, a motorerő növelése érdekében már 2 literes motorokat engedélyeztek. Az elején a Cosworth és a BMW motorjai domináltak a Formula–2-ben, a csapatok között pedig a BMW-motorokkal hajtott March volt a legsikeresebb. 1976-ban a Renault is beszállt a sorozatba, mind konstruktőr, mind motorszállító, és rögtön első évükben az ő autójukkal induló pilóta nyert. Ugyanígy Renault-motoros autó nyert 1977-ben is. A BMW ekkor már csak a Marchcsal dolgozott, de már nem sikerült kiugró eredményt elérniük. Bár a Ferrari is szerepelt a sorozatban, minimális sikerrel. A konstruktőrök között ebben az időszakban a March, a Ralt, a Martini és a Maurer voltak a legsikeresebbek.
1980-ban a Honda itt tért vissza a motorsportba, és az utolsó 4 szezonból hármat Honda-motorral hajtott autó nyert.

### Formula–3000
1984-ben a Formula–2 megszűnt, helyébe a Formula–3000 lépett. Az új sorozat egészen 2005-ig futott. A Formula–3000-ben nagyobb teljesítményű, de korábbi F2-es autókkal versenyeztek. Az autókban 3000 köbcentiméteres , V8-as Cosworth DFV motorok voltak, de a Formula–1-gyel ellentétben ezek nem turbófeltöltősek voltak.

### GP2
A GP2 2005-ben lépett a Formula–3000 helyébe. A motorok 4000 köbcentiméteres, V8-as, 580 lóerős erőforrások. Az autók nagyobbak, mint a Formula–1-ben használt autók, de a motorhangjuk jóval mélyebb.

### A Formula–2 újraindítása
25 éve szünetet követően a Formula–2 2009-től ismét újraindul, jelentette be az FIA 2008. június 25-én.
Az autók tervezésére kiírt pályázatot az MSV (MotorSport Vision) nyerte.
A 2009-es szezonban május és november között nyolc versenyt rendeznek, mindet Európában. Minden verseny 2 db 110-110 kilométeres részből áll majd, a másodikban egy kötelező boxkiállással. Mindkét részt egy kétszer 30 perces időmérő előz meg. Tesztelni 3-szor a szezon előtt, 3-szor az első verseny előtt és kétszer szezon közben nyílik alkalma a csapatoknak. A csapatok 2009-ben 1000 kilométert tesztelhetnek.
Az autókat a Williams tervei alapján az MSV gyártotta volna. Az autókat 1,8 literes, turbófeltöltős motort használtak volna a tervek szerint. Érdekesség, hogy az MSV, amelynek tulajdonosa a korábbi Formula–1-es versenyző Jonathan Palmer ezen kívül még egy autós sorozat, a Formula Palmer Audi autóit is gyártotta abban az időben.
A 2009-es bajnokság keretein belül nyolc eseményt rendeztek Európában május és november között. Hétvégenként két verseny volt - mindegyik 110 km hosszú (kb. 40 perc). Két 30 perces edzés és két 30 perces edzés előzte meg mindkét futamot. Az alakuló bajnokságot Andy Soucek nyerte, de Henry Surtees Brands Hathsben bekövetkezett halála beárnyékolta a szezont.
Az FIA és a MSV a 2012-es szezon után megszüntette a sorozatot. A Formula–1-es betét- és utánpótlásszériák, GP2 és a Formula Renault 3.5-ös sorozat, sokkal nagyobb teljesítményű autókkal versenyeztetett, míg a Forma 2-es pilótáknak nem sikerült előrelépnie a Formula–1-es csapathoz, Jolyon Palmer 2016-os Renaultos szerződését kivéve.
2015-ben az FIA bejelentette, hogy megújítja a Szuperlicenc-rendszert, egy átláthatóbb utánpótlásrendszert létrehozva. Ebbe a kategóriába tartoztak a Formula–2 kategória újjáélesztését célzó tervek, amelyek elsőbbséget élveztek a többi sorozattal szemben. 2017-ben a GP2-es bajnokságot felváltotta az FIA Formula–2 bajnokság.

## Más Formula–2-es sorozatok

### Japán Formula–2
Japánban Formula–2000 néven futott egy sorozat, melynek szabályai nagyon hasonlítottak a Formula–2 szabályrendszeréhez. A japán bajnokság két évvel az európai Formula–2-es sorozat vége után is futott, csak ezután váltottak a Formula–3000-hez hasonló sorozatra, melyet korábban Formula Nippon, ma Super Formula néven ismerünk.

### Ausztrál Formula–2
Ausztráliában szintén volt egy helyi Formula–2-es bajnokság, amely 1964-ben indult. Az autók hengerűrtartalma 1100 és 1600 köbcentiméter között változott, fordulatszámuk 8500-ban volt maximálva.

### Mexikói Formula–2
Mexikónak is megvolt a saját Formula–2-es bajnoksága, ami a 90-es évek elejéig futott. Az autók a Formula Atlantic-ben használt autók voltak, 2,2 literes Chrysler motorokkal.

## Győztesek
| Szezon | Pilóta                | Konstruktőr/Autó                   | Pole | Győzelmek | Dobogó | Leggyorsabb körök | Pont  | Különbség (pont) |
| ------ | --------------------- | ---------------------------------- | ---- | --------- | ------ | ----------------- | ----- | ---------------- |
| 1967   | Jacky Ickx            | Tyrrell Racing Matra-Cosworth      | 2    | 2         | 4      | 3                 | 45    | 11               |
| 1968   | Jean-Pierre Beltoise  | Matra Sports Matra-Cosworth        | 2    | 3         | 5      | 1                 | 48    | 17               |
| 1969   | Johnny Servoz-Gavin   | Matra International Matra-Cosworth | 1    | 1         | 2      | 1                 | 37    | 9                |
| 1970   | Clay Regazzoni        | Tecno Racing Team Tecno-Cosworth   | 2    | 3         | 5      | 1                 | 44    | 9                |
| 1971   | Ronnie Peterson       | March Engineering March-Cosworth   | 7    | 4         | 6      | 5                 | 54    | 14               |
| 1972   | Mike Hailwood         | Team Surtees Surtees-Cosworth      | 1    | 2         | 5      | 2                 | 55    | 18               |
| 1973   | Jean-Pierre Jarier    | March Engineering March-BMW        | 4    | 7         | 8      | 5                 | 78    | 37               |
| 1974   | Patrick Depailler     | March Engineering March-BMW        | 3    | 4         | 6      | 2                 | 54    | 11               |
| 1975   | Jacques Laffite       | Ecurie Elf Martini-BMW             | 6    | 6         | 7      | 4                 | 60    | 24               |
| 1976   | Jean-Pierre Jabouille | Equipe Elf Elf 2J-Renault          | 4    | 3         | 6      | 1                 | 53    | 1                |
| 1977   | René Arnoux           | Ecurie Renault Elf Martini-Renault | 1    | 3         | 6      | 1                 | 52    | 12               |
| 1978   | Bruno Giacomelli      | Polifac BMW Junior Team March-BMW  | 8    | 8         | 10     | 6                 | 82    | 31               |
| 1979   | Marc Surer            | Polifac BMW Junior Team March-BMW  | 2    | 2         | 6      | 1                 | 38    | 2                |
| 1980   | Brian Henton          | Toleman Group Toleman-Hart         | 2    | 3         | 9      | 7                 | 61    | 19               |
| 1981   | Geoff Lees            | Ralt Racing Ltd. Ralt-Honda        | 1    | 3         | 6      | 5                 | 51    | 14               |
| 1982   | Corrado Fabi          | March Racing Ltd. March-BMW        | 2    | 5         | 7      | 3                 | 57    | 1                |
| 1983   | Jonathan Palmer       | Ralt Racing Ltd. Ralt-Honda        | 4    | 6         | 10     | 3                 | 68    | 17               |
| 1984   | Mike Thackwell        | Ralt Racing Ltd. Ralt-Honda        | 6    | 7         | 8      | 9                 | 72    | 28               |
| 2009   | Andy Soucek           | MSV Williams–Audi                  | 2    | 7         | 11     | 3                 | 115   | 51               |
| 2010   | Dean Stoneman         | MSV Williams–Audi                  | 6    | 6         | 13     | 6                 | 284   | 42               |
| 2011   | Mirko Bortolotti      | MSV Williams–Audi                  | 7    | 7         | 14     | 7                 | 316   | 121              |
| 2012   | Luciano Bacheta       | MSV Williams–Audi                  | 3    | 5         | 10     | 5                 | 231.5 | 21.5             |

## Külső hivatkozások
- A 2009-es szezon weboldala